# Hondaria
Hondaria is een monotypisch geslacht van korstmossen behorend tot de familie Collemataceae. Het bevat alleen de soort Hondaria leptospora.